# Nikoletta Lakos
Nikoletta Lakos (Budapest, Hongria, 14 de desembre de 1978) és una jugadora d'escacs hongaresa, que té el títol de Gran Mestra Femenina. Ha estat tres vegades guanyadora del campionat d'escacs hongarès, després d'haver guanyat el títol els anys 1997, 2002 i 2005.